# Iōannīs Theōnas
Iōannīs Theōnas (in greco Ιωάννης Θεωνάς?; Filoti Naxou, 29 ottobre 1940 – 12 settembre 2021) è stato un politico greco.
Come membro del Partito Comunista di Grecia, fu europarlamentare dal 1994 al 2001. In seguito fu membro del Movimento per l'Unità d'Azione della Sinistra e della Coalizione della Sinistra Radicale.